# فرودگاه صحرایی کنیونلاندس
ف رودگاه صحرایی کنیونلاندس (به انگلیسی: Canyonlands Field) یک فرودگاه همگانی با کد یاتا CNY است که یک باند فرود آسفالت دارد و طول باند آن ۲۱۶۴ متر است. این فرودگاه در کشور ایالات متحده آمریکا قرار دارد و در ارتفاع ۱۳۸۸٫۴ متری از سطح دریا واقع شده‌است.

## شرکت‌های هواپیمایی و مقصدهای پروازی

### مسافری
| شرکت‌های هواپیمایی | مقصدهای پروازی    |
| ----------------- | ----------------- |
| بوتیک ایر         | دنور، سالت‌لیک‌سیتی |

Boutique Air operates Pilatus PC-12 turboprop aircraft on all flights.